# ピエール・クンデ
ピエール・クンデ・マロング（Pierre Kunde Malong, 1995年7月26日 - ）は、カメルーン・リンベ出身のサッカー選手。ギリシャ・スーパーリーグ・アトロミトス所属。カメルーン代表。ポジションはMF。

## 経歴
2013年、アトレティコ・マドリードに移籍する。
2016年7月21日、エストレマドゥーラに期限付き移籍し11ゴールを挙げると、翌シーズンはセグンダ・ディビシオンに降格したグラナダに期限付き移籍をした。
2018年7月6日、マインツ05と4年契約を結び、自身初の4大リーグの1部でのプレーとなった。
2021年6月23日、オリンピアコスと3年契約を結んだ。
2023年1月6日、VfLボーフムへのシーズン終了までの期限付き移籍(買い取りオプション付)が発表された。

## 代表歴

### 出場大会
- カメルーン代表
  - 2022 FIFAワールドカップ

### 試合数
- 国際Aマッチ 39試合 1得点（2018年-）[7]

| カメルーン代表 | 国際Aマッチ | 国際Aマッチ |
| 年             | 出場        | 得点        |
| -------------- | ----------- | ----------- |
| 2018           | 5           | 0           |
| 2019           | 9           | 0           |
| 2020           | 2           | 0           |
| 2021           | 8           | 1           |
| 2022           | 10          | 0           |
| 2023           | 5           | 0           |
| 2024           |             |             |
| 通算           | 39          | 1           |

## タイトル
オリンピアコス
- ギリシャ・スーパーリーグ: 2021-22